# Faujasit
Faujasit ist die Sammelbezeichnung für ein nicht näher bestimmtes Mineral einer Mischkristallreihe mit den von der International Mineralogical Association (IMA) anerkannten Endgliedern
- Faujasit-Ca – (Ca,Na,Mg)2(Si,Al)12O24·15H2O[3]
- Faujasit-Mg – (Mg,Na,K,Ca)2(Si,Al)12O24·15H2O[3]
- Faujasit-Na – (Na,Ca,Mg)2(Si,Al)12O24·15H2O[3]

aus der Mineralklasse der „Silikate und Germanate“. Strukturell gehören die Faujasite zu den Gerüstsilikaten (Tektosilikate) und dort zur Familie der Zeolithe. Der Namensanhang bezeichnet das jeweils vorherrschende Kation -Ca für Calcium, -Mg für Magnesium und -Na für Natrium. Die in den runden Klammern angegebenen Elemente  können sich in der Formel jeweils gegenseitig vertreten (Substitution, Diadochie), stehen jedoch immer im selben Mengenverhältnis zu den anderen Bestandteilen des Minerals. Daneben kann auch Kalium sowie etwas Strontium enthalten sein.
Alle Mitglieder der Faujasitgruppe kristallisieren im kubischen Kristallsystem und entwickelt nur kleine, meist oktaedrische und selten auch trisoktaedrische Kristalle von wenigen Millimetern Größe mit glas- bis diamantähnlichem Glanz auf den Oberflächen. In reiner Form sind Faujasitkristalle farblos und durchsichtig. Durch vielfache Lichtbrechung aufgrund von Gitterfehlern oder polykristalliner Ausbildung können sie aber auch weiß erscheinen und durch Fremdbeimengungen eine gelbliche oder bräunliche Farbe annehmen, wobei die Transparenz entsprechend abnimmt.
Mit einer Mohshärte von 4,5 bis 5 gehört Faujasit zu den mittelharten Mineralen, die sich ähnlich wie das Referenzmineral Apatit (5) gerade noch mit einem Taschenmesser geritzt werden können.
Industriell synthetisierte Faujasite sind unter Bezeichnung Zeolith X und Zeolith Y bekannt.

## Etymologie und Geschichte

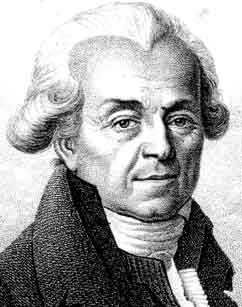
Barthélemy Faujas de Saint-Fond (1741–1819)

Faujasit wurde 1842 von Augustin Alexis Damour erstmals von Sasbach am Kaiserstuhl in Baden-Württemberg beschrieben und erhielt seinen Namen zu Ehren des französischen Geologen und Vulkanologen Barthélemy Faujas de Saint-Fond. Die Struktur von Faujasit wurde erstmals 1956 mitgeteilt.
Im Zuge der Überarbeitung der Zeolithnomenklatur 1997 durch die IMA wurden auch die Endglieder der Faujasit-Mischreihe neu definiert. Als Typlokalität für Faujasit-Na und das als zusätzliches Endglied festgelegte, hypothetische Mineral Faujasit-Mg gelten weiterhin die Steinbrüche bei Sasbach. Für Faujasit-Ca wird ein Bohrkern aus Haselborn bei Ilbeshausen am Vogelsberg angegeben.

## Klassifikation
In der veralteten 8. Auflage der Mineralsystematik nach Strunz gehörte der hier noch als ein Mineral angesehene Faujasit zur Mineralklasse der „Silikate“ und dort zur Abteilung der „Gerüstsilikate (Tektosilikate)“, wo er zusammen mit Ashcroftin und dem ebenfalls noch als ein Mineral angesehenen Paulingit die „Faujasit-Paulingit-Gruppe“ mit der Systemnummer VIII/F.15 bildeten.
In der zuletzt 2018 überarbeiteten Lapis-Systematik nach Stefan Weiß, die formal auf der alten Systematik von Karl Hugo Strunz in der 8. Auflage basiert, erhielten die jetzt aufgeteilten Endglieder Faujasit-Ca, Faujasit-Mg und Faujasit-Na die System- und Mineralnummern VIII/J.27-046, VIII/J.27-44 und VIII/J.27-40. Dies entspricht ebenfalls der Abteilung „Gerüstsilikate“, wo sie zusammen mit Analcim, Kirchhoffit, Paulingit-Ca, Paulingit-K, Paulingit-Na, Pollucit und Wairakit eine unbenannte Gruppe mit der Systemnummer VIII/J.27 bilden.
Die von der IMA zuletzt 2009 aktualisierte 9. Auflage der Strunz’schen Mineralsystematik ordnet die Faujasite in die erweiterte Klasse der „Silikate und Germanate“ und dort in die Abteilung „Gerüstsilikate (Tektosilikate) mit zeolithischem H2O; Familie der Zeolithe“ ein. Diese ist weiter unterteilt nach der Struktur der Silikatgerüste, so dass die Minerale entsprechend ihrem Aufbau in der Unterabteilung „Ketten von Fünfer-Ringen“ zu finden ist, wo sie die „Faujasitgruppe“ mit der Systemnummer 9.GD.30 bilden.
In der vorwiegend im englischen Sprachraum gebräuchlichen Systematik der Minerale nach Dana haben Faujasit-Na, Faujasit-Ca und Faujasit-Mg  die System- und Mineralnummern 77.01.02.07, 77.01.02.07a und 77.01.02.07b. Dies entspricht der Klasse der „Silikate“ und dort der Abteilung „Gerüstsilikate: Zeolith-Gruppe“, wo sie zusammen mit Chabasit-Ca, Chabasit-Na, Chabasit-K, Chabasit-Sr, Herschelit, Willhendersonit, Offretit, Erionit-Na, Erionit-K, Erionit-Ca, Gmelinit-Na, Gmelinit-Ca, Gmelinit-K, Lévyn-Ca, Lévyn-Na und Tschörtnerit in die „Chabasit und verwandte Arten“ mit der Systemnummer 77.01.02 innerhalb der Unterabteilung „Echte Zeolithe“ zu finden ist.

## Kristallstruktur

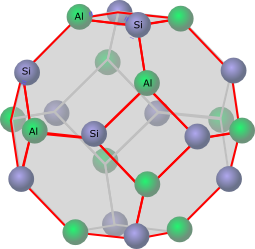
Sodalithkäfig

Struktur von Faujasit

Alle Faujasite kristallisieren kubisch in der Raumgruppe Fd3m (Raumgruppen-Nr. 227) mit folgenden Gitterparametern bei 16 Formeleinheiten pro Elementarzelle:
- Faujasit-Ca – a = 24,71 bis 24,9686 Å.[2]
- Faujasit-Na – a = 24,74 bis 25,10 Å sowie  Formeleinheiten pro Elementarzelle.[2]

Für Faujasit-Mg als hypothetischem Endglied existieren bisher keine eigenständigen Strukturdaten.
Die Kristallstruktur von Faujasit ist identisch mit der des synthetischen Zeolith Y. Das Grundelement des Faujasitgerüsts sind Sodalithkäfige, die über hexagonale Prismen miteinander verbunden sind. Die Poren sind senkrecht zueinander angeordnet. Die Pore, die durch einen Ring mit 12 Einheiten gebildet wird, ist mit einem Durchmesser von 7,4 Å relativ groß. Der Innenraum hat einen Durchmesser von 12 Å und ist umgeben von 10 Sodalithkäfigen. Die Zelleinheit ist kubisch mit einer Länge von 24,7 Å. Faujasit-Materialien zeichnen sich durch eine große Oberfläche und eine enge Porenverteilung im Bereich von 0,9 bis 1,2 nm, sowie durch eine hohe thermische Beständigkeit aus.

## Bildung und Fundorte

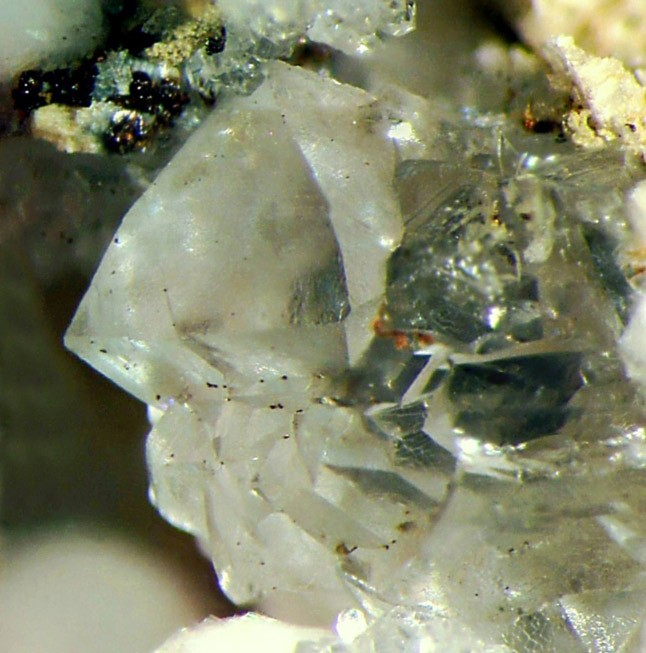
Faujasit-Na aus dem Steinbruch Poudrette, Mont Saint-Hilaire, Québec, Kanada (Sichtfeld 2,0 mm × 2,0 mm)

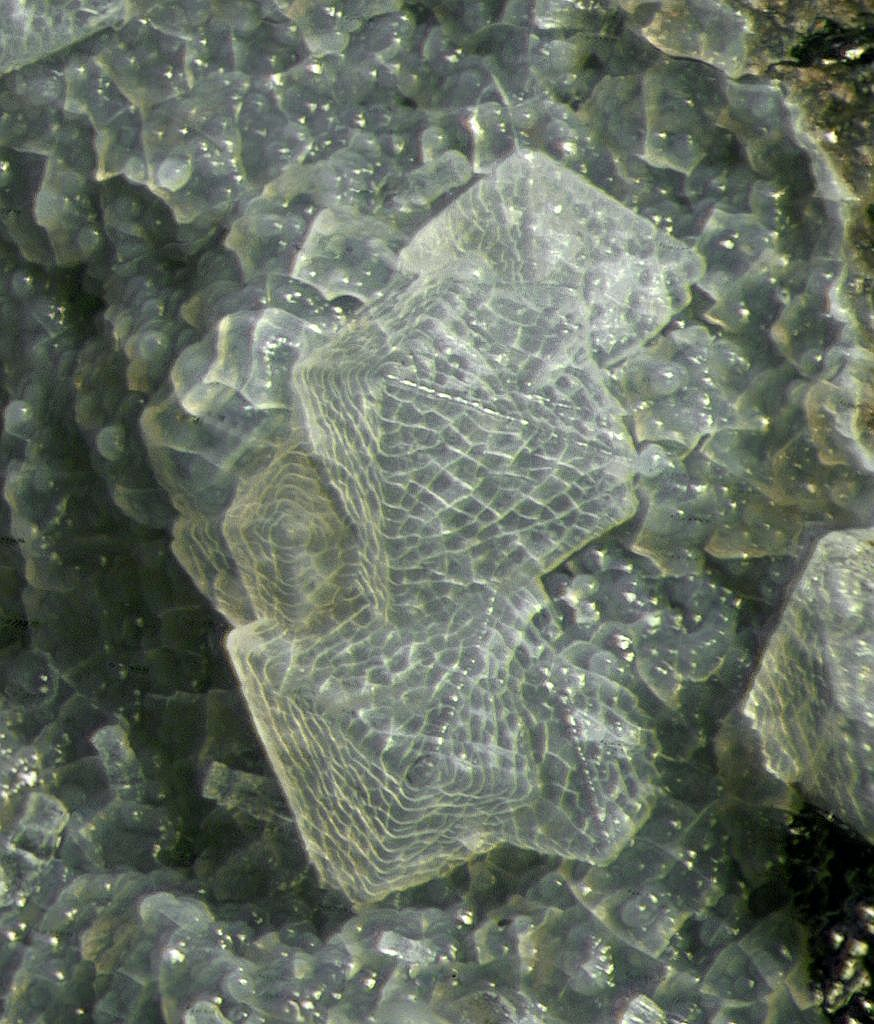
Faujasit-Oktaeder (Kantenlängen ≈ ½ mm) mit „gecrackelten“ Oberflächen aus dem Steinbruch Limberg, Sasbach am Kaiserstuhl, Baden-Württemberg

Faujasit ist, wie viele andere Zeolithe auch, ein typisches Produkt hydrothermaler Umwandlung von basaltischen vulkanischen Gesteinen. Durch die Zirkulation heißer Lösungen wird das Gestein nach der Eruption nach und nach alteriert. In Drusen und auf Klüften kommt die mitgeführte Lösungsfracht zur Ausfällung. An der klassischen Lokalität am Kaiserstuhl wächst Faujasit in freistehenden Kristallen in Drusenhohlräumen in Limburgit-Lavaströmen. Als Begleitminerale können neben anderen Zeolithen unter anderem noch Augit, Olivin und Nephelin auftreten.
Faujasite zählen zu den seltenen Mineralbildungen und konnten daher nur an wenigen Fundorten nachgewiesen werden, wobei weltweit bisher rund 60 Fundorte dokumentiert sind (Stand 2024). Da allerdings diese Funde eher selten hinreichend präzise analysiert werden, sind Angaben zu den einzelnen Engliedern in Bezug auf die Anzahl der Fundorte entsprechend ungenau.
Neben seiner ursprünglichen Typlokalität Sasbach am Kaiserstuhl in Baden-Württemberg trat das Mineral in Deutschland bisher noch in verschiedenen Steinbrüchen bei Alten-Buseck, Annerod, Großen-Buseck, Wehrda (Marburg), Langd und Ilbeshausen in Hessen; am Rother Kopf bei Roth (Gerolstein) und am Graulay (Graulai, Graulei, Grauley) bei Hillesheim (Eifel) in Rheinland-Pfalz sowie bei Eisenach in Thüringen zutage.
Weitere Fundorte liegen unter anderem in Italien, Jordanien, Kanada, Spanien, Tschechien und den Vereinigten Staaten von Amerika (USA).

## Verwendung
Im Gegensatz zu seinem synthetischen Pendant Zeolith Y, welches in großen Mengen industriell hergestellt wird, hat natürlicher Faujasit aufgrund seiner Seltenheit keine praktische Bedeutung.